# 作文大体
『作文大体』（さくもんだいたい）とは、平安時代に成立した漢詩作成の手引書。ただし、たびたび加筆・増補が行われ、最終的には室町時代まで行われたと推定されている。全1巻。
一番古い形態を残しているのは東寺観智院旧所蔵本（現在天理大学附属天理図書館所蔵）と推定されているが、長い期間のうちに何人もの人物によって加筆がなされたために、諸本の差異が大きい。代表的な増補者として中御門宗忠や土御門通親が挙げられる。
冒頭に天慶2年（939年）作の大江朝綱作の『倭注切韻』序文を冒頭に掲げ（ただし、その意図については不詳）、次に漢詩作成上に注意を必要とする10項目を記し、その後「筆大体」「詩本体」「雑体詩」「詩雑例」というそれぞれ独立した4項目が続く。更に東山御文庫旧所蔵本（現在お茶の水図書館所蔵）では「詩四病」「諸句体」などの項目が付けられているなど、諸本によって違いがある。このうち、冒頭の10項目と次の4項目は諸本揃っているものの、文体などが異なること、後者には漢詩以外の散文に関する記事が含まれていることから別個の著者がいたと考えられている。他にも室町期に加筆されたとされる京都府立総合資料館所蔵本なども存在する。